# Гамбургский симфонический оркестр
Гамбургский симфонический оркестр (нем. Hamburger Symphoniker) — немецкий симфонический оркестр, базирующийся в Гамбурге. Один из трёх оркестров города наряду с Гамбургским филармоническим оркестром и Симфоническим оркестром Северогерманского радио.
Основан в 1957 году и дал первый концерт 16 октября. Хотя основной концертной площадкой оркестра служит филармония Лайсхалле, он также участвует в постановках Гамбургской оперы.

## Главные дирижёры
- Роберт Хегер (1957—1961)
- Габор Этвеш (1961—1967)
- Вильфрид Бёттхер (1967—1971)
- Хериберт Байссель (1972—1987)
- Карлос Кальмар (1987—1992)
- Мигель Анхель Гомес Мартинес (1992—2000)
- Йоав Тальми (2000—2004)
- Андрей Борейко (2004—2007)
- Джеффри Тейт (2008—2017)
- Сильвен Камбрелен (2018—)